# Roccellaceae
Roccellaceae  is een familie van korstmosvormende schimmels uit de orde Arthoniales. De meeste schimmels uit deze familie vormen korstmossen samen met groenalg. Sommige schimmels uit deze familie groeien echter op korstmossen.

## Taxonomie
- Ancistrosporella
- Austrographa
- Austroroccella
- Chiodecton
- Crocellina
- Dendrographa
- Dichosporidium
- Diplogramma
- Dirina
- Dirinastrum
- Diromma
- Enterodictyon
- Enterographa
- Erythrodecton
- Feigeana
- Follmanniella
- Gorgadesia
- Graphidastra
- Gyrographa
- Gyronactis
- Halographis
- Haplodina
- Isalonactis
- Hubbsia
- Lecanactis
- Mazosia
- Mazosiella
- Neosergipea
- Ocellomma
- Paralecanographa
- Phacographa
- Phoebus
- Protoroccella
- Pseudolecanactis
- Psoronactis
- Pulvinodecton
- Reinkella
- Roccella
- Roccellaria
- Roccellina
- Roccellodea
- Sagenidium
- Schismatomma
- Sigridea
- Simonyella
- Sporhaplus
- Streimannia
- Syncesia
- Tania
- Vigneronia